# Paintball
A paintball sport, melynek során a résztvevők az ellenfeleket festékgolyókkal (angolul paintball) próbálják eltalálni. Ezek a festékgolyók gömb alakú, elsősorban polietilén-glikolt és más nem mérgező, vízben oldható anyagokat, festékanyagokat tartalmazó zselatinkapszulák. Ehhez gáz- és sűrítettlevegő-kompressziós mechanizmusokon alapuló fegyvereket használnak. A fegyvereket nem puskának hívják, kerülendő a játék durvaságát sugalló nevet, hanem a nevük marker, ami angolul annyit jelet: megjelölő.

## Népszerűsége
A sportot az Amerikai Egyesült Államokban több mint 10 millióan űzik évente. Biztosítási statisztikák szerint a biztonságos sportok közé tartozik, kevesebb sérülést okoz, mint a tenisz.[forrás?]
Játszható szabadtéren és épületekben is, több játékmódja és szabályrendszere létezik. Fontos a megfelelő felszerelés, többek között kötelező az arcot védő maszk viselése. Találatnak csak a legalább 1 inch (2,5 cm) átmérőjű nyom számít.
A játéknak több változata is van.
A Woodsball elsősorban a katonai környezetet részesíti előnyben. Ez megjelenik a ruházatban, paintball markerekben és az ehhez speciálisan kialakított paintball-pályákban. 
Minden évben rendeznek nagyobb csatákat, megtervezett szituációval (paintball scenario), ahol nem ritka a 300 fős részvétel sem.
Az Airball már a profi, versenyszerű sport kategóriába sorolható. Magyarországon is kezd népszerűvé válni, amit kifejezetten felfújható fedezékek között játszanak. Komoly pályaterv alapján építik fel a pályákat, és külön szabályrendszer mellett játszanak.
A Magyar Paintball Liga (MPL) kedvezően befolyásolta az airball sport fejlődését. Az MPL bajnokság négy fordulóból áll, melynek megrendezése Budapesten kerül sor minden évben. 
A magyarországi paintball összefogását és nemzetközi képviseletét a Magyar Paintball Szövetség látja el.

## A paintball története
A paintballsport rövid múltja az 1970-es években indul, amikor James Hale a Daisy gyárában kitalálta, megtervezte és szabadalmaztatta a paintball markert, ami csak a későbbiek folyamán vált sporteszközzé. Hale a paintball-marker kifejlesztése közben még nem látta az eszközben rejlő játéklehetőségeket és éppen ezért nem is a hobbi- vagy sportcélra találta ki; az első paintball-markereket az erdészek fák, állattartók pedig haszonállatok megjelölésére használták.
Szórakoztató szabadidősporttá egy év elteltével vált. 1981-ben került megrendezésre az első játék 12 versenyzővel New Hampshire-ben. A játék neve „Zászlószerzés” volt, aminek első győztese az egyik kezdeményező, Ritchie White volt, aki megszerezte az összes zászlót egyetlen lövés nélkül. Ez a játék Bob Gumsey sportszergyáros, Hayes Noel tőzsdeügynök és Charles Gaines író közös ötlete alapján kelt életre, de említést érdemel, hogy a játék stratégiája a számháború nevű szabadtéri játék közeli rokonának vehető.
A következő jelentős lépés a New York állambeli Rochesterben megnyíló első szabadtéri paintballpálya volt, melynek megépítője Caleb Strong volt. Később ő lett a PMI paintballgyártó cég igazgatója Charles Gainesszel közösen. A PMI gyakorlatilag megteremtette a paintball saját iparágát.
1982-ben Charles Gaines levédette a paintball sportot, mint „National Survival Game” (NSG), az az „Nemzeti Túlélő Játék”. Ugyanebben az évben került a média figyelmébe ez az új sport, melyről az első cikk a Sport Illustrated magazinban jelent meg[forrás?]. 1983-ban került megrendezésre az NSG Nemzeti Bajnoksága, ahol már komoly 14.000$ készpénzt vihetett haza a győztes csapat. Először nyílt meg ebben az évben Torontóban, Kanadában szabadtéri paintballpálya.
1984 mérföldkőnek számít a paintballsport történetében, és nem csupán azért, mert Caleb Strong megnyitotta az első fedett paintballpályát Buffalóban, hanem mindinkább azért, mert ez az extrém sport elért egészen Ausztráliáig, ahol kezdetben „Skirmish Games”-nek, „Csatajátékoknak” nevezték, míg Angliában „The National Challenge-nek”, „ A Nemzeti Kihívásnak”. 1992-ben született meg az NPPL liga (National Paintball Players League), amely már profi és amatőr tornaszériákat rendezett több állomáson, mint Renóban, New Yorkban, Bostonban és más nagyobb városokban, egész Amerika és Kanada területén.
1998-ban megalapították az első nonprofit paintball szervezetet, az IPPA-t (International Paintball Players Association), amely összefoglalta ennek a gyorsan fejlődő sportnak a biztonsági előírásait, melyeket a mai napig alkalmaznak a világ minden táján. Hazánkban az 1990-es évek közepe felé jelent meg. Ekkor még csak kisebb baráti társaságok jártak össze egymásra „vadászni” elhagyott laktanyák pincéibe, épületeibe. Nem sokkal később, külföldi mintára, már 20-25 ötfős csapat versenyzett egymással a magyar bajnokságokban.
Mára kissé átalakult ez a sportág. Kevesebb minőségi verseny kerül megrendezésre, kisebb csapatlétszámmal. A reményt a 2008 végén megalapított Magyar Paintball Liga jelenti a magyar paintballsport szerelmeseinek, akik rendszeres versenyeikkel össze is tartják a hazai mezőnyt.

## Fontosabb szabályok
Az amerikai és európai szabályok között van némi eltérés, de ez a játék alapvető szabályait nem érinti. Magyarországon az egységes európai szabályrendszert használják.

### Biztonsági előírások
- Csak érvényes nyomáspróbával rendelkező palackok használhatók.
- A maszkot folyamatosan viselni kell azokon a helyeken, ahol a markereket használni lehet, beleértve többek közt a pályán és az úgynevezett kronográf-állomásokon.
- A csőzsákon kívül semmi nem használható csőtömítésre.
- A maximális tűzgyorsaság 10.5 golyó/másodperc.
- A megengedett maximális torkolati sebesség 300 láb/másodperc.
- A játékos 2 réteg ruházatot viselhet 10 fok fölött és 3-at 10 fok alatt.
- A játékosok a játékot a játéktér határain belül kezdik, úgy, hogy a markereik csövének hegye a bázisállomást érinti.
- Aki kiesett a játékból, köteles a fejére tenni a kezét, és a dead boxba menni a lehető legrövidebb úton.

### Szabálytalanságok
- Ha a játékos a pályán kívüli földet érinti, akkor kiállítják.
- Továbbjátszás: a játékos kiesése után is úgy tesz, mintha élő játékos  volna. Továbbjátszásért "egyet-egyért" büntetés jár, azaz a szabálytalankodó játékoson kívül a csapatából további egy játékost állítanak ki.
- A kiesett játékos tehát nem beszélhet, nem lőhet, semmilyen módon nem segíthet társainak, nem  adhat át például markert és lőszert.
- A találat nyomának illegális eltávolításáért, azaz „törlés (wiping)” szabálytalanság elkövetéséért hármat-egyért büntetés jár.
- A paintballban bármiféle szándékos, közvetlen fizikai kontaktus tilos.[2]

## Felszerelés

### Marker
Sűrített gázzal működő eszköz, amely festéklövedék kilövésére alkalmas. A kisebb teljesítményű markerek
mechanikus szeleprendszerrel működnek, s 5-10 golyót képesek másodpercenként kilőni. Elsütésük történhet mechanikusan, illetve elektronikusan is egy egyszerű mikrokapcsolóval.
A versenymarkerek nagyobb teljesítményű markerek, amelyek akár 25 golyót is képesek másodpercenként kilőni. Ezekben az eszközökben összetett elektronika és elektromágnesesen vezérelt szelep, úgynevezett szolenoid található.

### Tár
Tárakból kétfélét különböztethetünk meg – léteznek gravitációs tárak, illetve motoros tárak.
A gravitációs tár lényege, hogy a marker tetejére erősítve kizárólag a gravitációt használva esnek be a lőszerek a markerbe, így itt nincs szükség elektronikára. Ez egy olcsó, belépő szintű megoldás, mely a magas tűzgyorsaságot nem teszi lehetővé.
A motoros tárak között a legelterjedtebb az úgynevezett force feed technológiát használó tár. Ez azt jelenti, hogy a tár keverőlapátja folyamatosan „préseli” be a festéklövedéket a markerbe, amely nagyobb tűzgyorsaságot eredményez. Azok a tárak, amelyek ezt a technológiát nem használják, csak egy keverőlapáttal rendelkeznek, amelyek a festéklövedék keverésével segítik be a golyókat a markerbe, ezek az ún. agitatív tárak, de manapság már csak elvétve találkozni velük.

### Palack
A betöltött gáz típusa alapján megkülönböztethetünk sűrített levegős és szén-dioxidos palackot.
A szén-dioxidos palackokat leginkább játszatóhelyek, illetve woodsballosok használják. Előnye, hogy bárhol könnyen beszerezhető szén-dioxid palackról átfejtő segítségével tölthető. Számos hátránya miatt egyre ritkább – ilyenek a tágulás miatti inkonzisztencia és fagyás gyors sorozatoknál, 10 fok alatti megbízhatatlan működés. Emiatt nagyobb teljesítményű (szolenoidos) markerekkel sem használható.
A sűrített levegős palackok közül 200 és 300 bar-ra vizsgáztatottak vannak forgalomban. Az alumínium palackok általában 200 barosok és tömegük nagyobb mint a 300 baros kompozit palackoké. A versenyzők többsége 1,1 literes, 300 baros kompozit palackot használ, de lehetőség van ennél kisebb illetve nagyobb sztenderd méretek beszerzésére is.

### Maszk
A maszkok a játékos arcát, szemét és fülét védik az esetleges sérülésektől. Fontos, hogy a maszk lencséje minél nagyobb látószögű legyen. A gyártók különböző időjárási körülményekhez gyártanak színezett lencséket is. A lencsék egy típusa az úgynevezett „thermo” lencse, amely kétrétegű, és arra hivatott, hogy megakadályozza a párásodást.

### Térd- és könyökvédő
Elsősorban versenyzők használják, hiszen számukra a csúszásoknál elengedhetetlen az ízületek védelme.

### Mez
A paintball mezek közös tulajdonsága, hogy könyöküknél extra védelem található, illetve kényelmesek, könnyűek, és nagy mozgásteret engednek használóiknak. További előnyük a könnyű tisztíthatóság és jó szellőzés.

### Nadrág
Kifejezetten paintball számára gyártott nadrágok térdénél extra védelem található, állítható méretűek, külön zseb található a csőkihúzónak és a csőzsáknak.

### Csőkihúzó
A csőkihúzó a csövek tisztítására alkalmazott eszköz. A cső tisztítására azért van szükség, mert ha az szennyeződött, a lövések pontossága drasztikusan csökken. A legnépszerűbb az úgynevezett szőrös csőkihúzó, de használatosak a piacon kapható egyéb típusok is.

### Csőzsák
A legfontosabb biztonsági eszköz, amelyet a cső végére kell felhelyezni. A szabályok szigorúan előírják használatát.

### Tube
A tube (ejtsd: tyúb) 100-as és 140-es festéklövedék-kapacitású henger formájú tartóeszköz, melyből játék közben is egyszerű a tár újratöltése, a tubetartóban viszi magával a játékos a pályára.

### Tubetartó
Olyan övszerű eszköz, melynek háti részén tube-ok tárolására alkalmas zsebek kerültek kialakításra. A tube-ok a tubetartóba tépőzáras rendszerrel kerülnek rögzítésre. Ez lehetővé teszi játék közben a gyors hozzáférést a magunkkal vitt tartalék festékhez.

### Cipő
Napjainkban több gyártó foglalkozik külön paintballra kifejlesztett lábbelik forgalmazásával. Korábban a JT és DYE biztosított erre a célra stoplival rendelkező cipőket, manapság az Exalt a legnépszerűbb gyártó.[forrás?] A játékhoz azonban nem feltétlenül szükséges ilyen speciális cipő használata – egy kényelmes, jó tapadást biztosító sportcipő is tökéletesen megfelelő.

### Festékgolyó
A festékgolyó, más néven festéklövedék (röviden: festék) egy ételfestékkel töltött zselatinkapszula. A jó festék gömb alakú, a csőben nem, de az ellenfélen széttörik, töltete sűrű, homogén és élénk színű. Fontos megjegyezni, hogy a festékgolyó töltete biztonsági okokból nem lehet piros, hogy egy esetleges sérülés jeleként megjelenő vér ne lehessen összetéveszthető festéknyommal, és a sérült ellátása tévedésből ne maradhasson ellátatlan.

## Versenyek

### HUPS – Hungarian Paintball Series
A Magyar Paintball Liga megszűnése után létrejött versenysorozat. A HUPS célja, hogy minőségi, baráti és elérhető versenyeket szervezzen a paintball szerelmeseinek. 2 kategóriába lehet nevezni: kezdő, haladó. Évi 3 forduló kerül megrendezésre.

### Magyar Paintball Liga
A Magyar Paintball Liga (MPL) egy airball típusú, évi 4 fordulóban megrendezett paintball-versenysorozat.
Jelenleg a kevés csapat miatt, sajnos nem rendeznek versenysorozatot Magyarországon

### NXL Europe (korábbi Millennium Series)
Összesen 6 divízióban folyik a küzdelem. A Millenniumot nevezhetjük a paintball Európa-bajnokságának, hiszen szerte Európából érkeznek csapatok. A Champions Paintball League (CPL) bajnokságban a legjobb 16 csapat méri össze tudását. Az utolsó két helyezett a szezon végén kiesik és a következő évben a Semiprofessional Paintball League (SPL) csapatai között folytathatja. Az SPL első két helyezettje pedig lehetőséget kap a következő szezonban, hogy a CPL-ben bizonyítson. A többi divízió is hasonlóan működik, az utolsók lecsúsznak, az elsők felkerülnek egy-egy osztályba.

## Magyar csapatok
- Alfateam[4]
- Armageddon Paintball SE (Sopron)
- Budapest Bullets
- Budapest Pornstars
- Budapest Stoneface
- Bounty Hunters (Szekszárd)
- Paintball Akadémia (Budapest)